# Egon Endres (Sozialwissenschaftler)
Egon Endres (* 1960 in Bad Neustadt an der Saale) ist ein deutscher Sozialwissenschaftler und Hochschullehrer. Von 2006 bis 2014 war er Präsident der Katholischen Stiftungsfachhochschule München.

## Leben
Egon Endres studierte von 1978 bis 1982 Sozialpädagogik an der Fachhochschule Würzburg und schloss dort mit dem Diplom ab. Ab 1982 studierte er an der Universität Göttingen Sozialwissenschaften und Geschichte. Nach dem Examen als Diplom-Sozialwirt folgte 1989 die Promotion an der Universität Göttingen bei Horst Kern und Helga Grebing mit einer Analyse der gewerkschafts- und personalpolitischen Aushandlungen während der Volkswagen-Krise in den Jahren 1974/75. Im Anschluss daran war Egon Endres bis 1997 an der TU Hamburg im Bereich Arbeitswissenschaft tätig und begleitete zwischenbetriebliche Logistikprojekte. Seit 1997 lehrt er Sozialwissenschaften und Sozialmanagement an der Katholischen Stiftungsfachhochschule München, Abteilung Benediktbeuern. Von 2000 bis 2005 war Endres Dekan des Fachbereichs Soziale Arbeit Benediktbeuern, von 2006 bis Herbst 2014 war er Präsident der Katholischen Stiftungsfachhochschule München.

## Arbeits- und Forschungsschwerpunkte
- Sozialmanagement
- Netzwerkforschung
- Inter-Organisations-Entwicklung
- Qualitätsmanagement und Evaluation

## Funktionen, Mitgliedschaften in Einrichtungen, Vereinen oder Gremien
- Präsident der Katholischen Stiftungsfachhochschule München von 2006 bis 2014
- Stellvertretender Vorsitzender des Kuratoriums der SWM Bildungsstiftung (Stadtwerke München)
- Leitung des Expertenrats "Sozialgenossenschaften – selbst organisierte Solidarität" des Bayerischen Staatsministeriums für Arbeit und Sozialordnung, Familie und Frauen
- Mitglied im Allgemeinen Rat der Katholischen Akademie Bayern
- Mitglied im Kuratorium der Georg-von-Vollmar-Akademie
- Mitglied im Kuratorium des Fördervereins Kinderpalliativzentrum München
- Mitglied im Stiftungsrat der Pater-Rupert-Mayer-Stiftung
- Mitglied im Stiftungsrat der Luise-Kiesselbach-Stiftung
- Vertrauensdozent der Hans-Böckler-Stiftung
- Mitglied im Beirat des VRK Versicherungsvereins im Raum der Kirchen, Kassel
- Mitglied im Beirat des Bundesverbands Verwaiste Eltern in Deutschland e.V., Leipzig
- Kuratorium der Bayerischen Philharmonie
- Mitinitiator der Benediktbeurer Managementgespräche
- Berater der Kommission für caritative Fragen der Deutschen Bischofskonferenz